# Gagaball

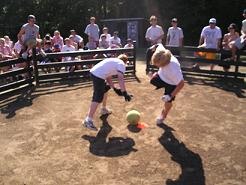
Achteckiger Gaga-Platz in den USA

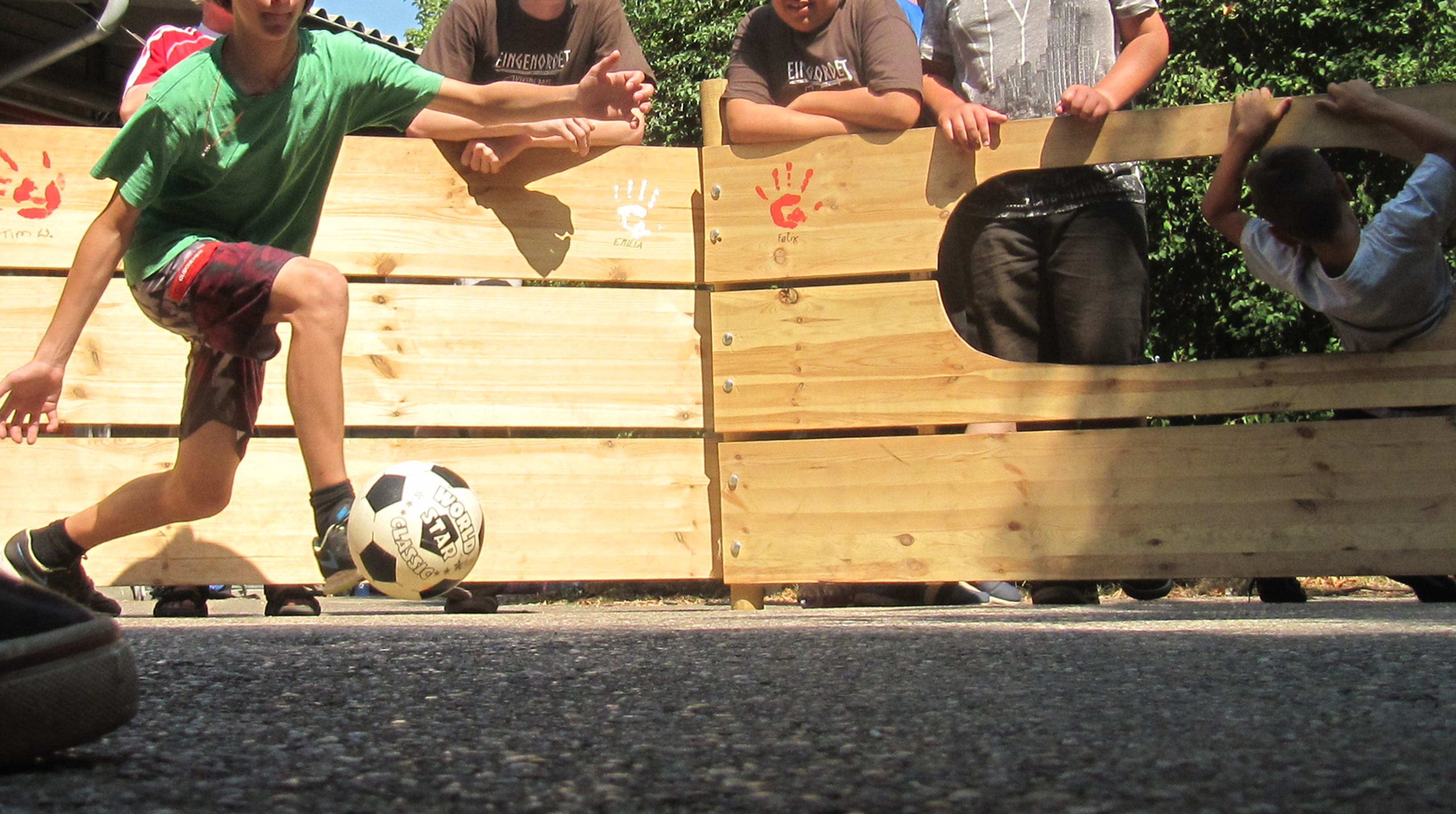
Gagaballspieler schlägt den Ball

Gagaball oder Gaga-Ball (englisch und andere Sprachen: Ga-ga bzw. Ga-ga-Ball, wobei die Schreibweise in weiteren Schreibvarianten uneinheitlich verwendet wird, hebräisch גע-גע; Bedeutung für „Ga-ga“ wörtlich: „Antippen-antippen“ oder „Berühren-berühren“) ist ein Ball- und Bewegungsspiel mit variabler Anzahl von Spielern, das mit einem Ball in einem achteckigen Spielfeld mit Banden von unterschiedlicher Länge gespielt wird. Es ist eine Völkerball- oder Dodgeball-Variante. Im Gegensatz zu Völkerball kann man mit mehr als zwei Teams spielen oder es spielt jeder gegen jeden. Das Spielfeld ist nicht geteilt und es gibt auch keine Fänger oder König. Generell wird nicht versucht den Ball zu fangen, sondern der Ball wird in Bodennähe gespielt. Der Ball wird mit der flachen Hand oder Faust geschlagen. Ziel des Spiels ist es, als Letzter im Spielfeld zu bleiben. Mitspieler sind abgetroffen, wenn sie der Ball auf oder unter dem Knie trifft. Spieler dürfen ausweichen, springen oder sich mit den Händen vor dem Abtreffen schützen. Das Spiel kann von einer Gruppe, von einzelnen Spielern oder mit Teams gespielt werden.

## Spiel und Spielregeln

### Ziel
Ziel ist es, bis zum Schluss als letzter (bei Teamplay mit den Mannschaftskameraden) im Gaga-Spielfeld („Pit“) zu bleiben und die anderen Spieler/Teams hinauszuwerfen, indem man sie mit dem Ball am Knie oder unterhalb abtrifft.

### Vorbereitung
Alle stellen sich an der Bande in dem achteckigen Spielfeld auf. Eine Hand berührt die Bande.

### Spiel
- Das Spiel startet, wenn der Ball eingeworfen wird. Er titscht dreimal auf. Danach darf der Ball gespielt werden. Die Spieler rufen den Startruf beim Auftitschen mit: „Ga – ga – Ball“
- Der Ball darf nur mit den Händen gespielt werden. Der Ball darf nur mit der offenen Hand oder Faust geschlagen werden. Er darf auch mit beiden Händen geblockt werden. Er darf nicht getragen oder geworfen werden.
- Wird ein Mitspieler am Fuß, (Unter-)Bein oder Knie getroffen, ist er raus und muss das Spielfeld schnellstmöglich verlassen. Dabei ist es egal ob er direkt getroffen wird, oder der Ball von der Bande oder einem Mitspieler abprallt.
- Man darf den Ball niemals zweimal hintereinander berühren. Wer den Ball doppelt spielt, scheidet aus. Zwischen den Ballberührungen muss/darf der Ball die Bande oder einen Mitspieler berühren.
- geht der Ball ins Aus (aus dem Gaga-Pit hinaus oder oberhalb einer Bandenmarkierung) ist derjenige Spieler ausgeschieden, der zuletzt den Ball berührt hat. Wird der Ball hoch gespielt und gefangen, bevor er den Boden berührt, ist der Spieler raus, der den Ball hoch gespielt hat.
- Der Schiedsrichter entscheidet über Spielstopp, Wiederholungen und Neueinwurf und schlichtet Unstimmigkeiten.
- Sind nur noch zwei Spieler übrig, darf der Ball dreimal von ihm gespielt und berührt werden. Berührt der Ball die Bande oder berührt er den Mitspieler, darf ein Spieler erneut dreimal den Ball spielen.
- Absprachen von Einzelspielern oder Vorlegen des Balles an andere Spieler im Einzelmodus, sind unsportlich und können nach dem Ermessen des Schiedsrichters geahndet werden. Im Teammodus ist dies erlaubt.
- Spieler dürfen sich nicht auf oder mit der Bande abstützen, hinhocken oder unsportlich verhalten. Unsportlichkeiten sind z. B. Meckern, Treffer ignorieren, Andere schubsen...[1]

### Varianten
- Bei Bedarf kann ein zweiter Ball eingeworfen werden, um das Ende des Spiels zu beschleunigen.

- Teammodus 1: Je drei aktive Spieler bilden ein Team. Teams stellen sich bei Einwurf zusammen an eine Bande. Ein Team hat gewonnen, wenn alle Spieler des anderen Teams ausgeschieden sind.
- Teammodus 2: Es spielen zwei Teams gegeneinander. Sind nur noch zwei oder mehr Spieler aus einem Team im Feld, so hat dieses Team gewonnen
- Spielvariante Zombie: Hierbei scheidet derjenige Spieler aus, von dem man abgetroffen wurde, darf man wieder in den Gagaball-Pit.

## Das Spielfeld
Das Spielfeld (auch „Pit“ genannt) besteht aus einer achteckigen Arena. Die Bandenlänge kann variieren von 1,70 m bis zu 2,70 m, so dass sich ein Spielfelddurchmesser der äußeren Diagonalen von 4,40 m bis 7,00 m ergibt. Bei einer Bandenlänge von 2,50 m und einem Durchmesser von 6,50 m können 20 bis 40 Spieler gut spielen. Die Höhe der Banden ist typischerweise zwischen 70 cm und 110 cm hoch, um herausstürzen aus dem Gaga-Pit zu vermeiden. Gagaball kann auf verschiedenen Untergründen gespielt werden.

## Der Ball
Gagaball kann mit unterschiedlichen Bällen gespielt werden. So kommen Fuß-, Volley-, Dodge- oder Softbälle zum Einsatz. Der Ball sollt aber nicht zu hart sein und gut springen können. Bewährt haben sich Vinylbälle mit einer Größe von ca. 22 cm Durchmesser.

## Entstehungsgeschichte
Eine gesicherte zeitliche oder räumliche Herkunft ist aus den Quellen nicht erschließbar und es ranken sich Legenden um die Ursprünge des Spiels. Es wurde in den 60er und 70er Jahren in vielen jüdischen/israelischen Summercamps in den USA gespielt und erhielt dort den hebräischen Namen.

## Verbreitung
Das Spiel ist sehr populär bei Kindern in den USA. Neben den jüdischen US-Camps wird es in sehr vielen Summercamps, Pfadfinderlagen und christlichen Camps gespielt. Auch gibt es Gagaball in Grundschulen, Mittelschulen und Jugendeinrichtungen.
Die New York Times schrieb 2012, dass zur Überraschung der Eltern, die sich an das Spiel aus ihrer Jugendzeit erinnerten, Gaga-Ball nun mainstream geworden ist.
Auch spielen mittlerweile Studenten Gagaball an Colleges und Unis. In New York und in New Jersey gibt es GaGa-Ball Center.
In Freizeit- und Sommereinrichtungen wird Gagaball mittlerweile auch in Kanada und Schweden gespielt.

## Gagaball in Deutschland
In Deutschland ist Gagaball noch relativ unbekannt.
Der CVJM lernte das Spiel auf einen internationalen Festival in Prag kennen und verbreitet seit 2013 das Spiel in seinen Gruppen.
In München wurde 2013 in einem Jugendzentrum eine feste Gagaball-Arena aufgestellt. Seit 2014 ist Gagaball mit einer mobilen Arena fester Bestandteil von Ferienprogrammen und mobilen Einsätzen.
Einzelne Zeltlager und kirchliche Gruppen, in Deutschland haben bereits ein Gaga-Ball-Spielfeld. Evangelische Freikirchen erwähnen das Spiel 2015.
2016 wurde Gagaball mit 400 Kindern bei einer Kindersportveranstaltung in Berlin gespielt, die der Basketballverein Alba Berlin für Kindertagesstätten ausgerichtet hat.